# Classe Cleveland
A Classe Cleveland foi uma classe de cruzadores rápidos operada pela Marinha dos Estados Unidos composta por 27 embarcações. Um total de 52 navios foram autorizados e suas construções ocorreram entre 1940 e 1946, porém três deles foram cancelados, nove convertidos em porta-aviões rápidos da Classe Independence, treze redesignados como a Classe Fargo e seis convertidos em cruzadores de mísseis guiados. A classe foi concebida em resposta à iminência da entrada dos Estados Unidos na Segunda Guerra Mundial, o que exigiria um grande número de novos navios. Para economizar tempo, o projeto da Classe Cleveland foi baseado na predecessora Classe Brooklyn.
Os cruzadores da Classe Cleveland eram armados com uma bateria principal composta por doze canhões de 152 milímetros montados em quatro torres de artilharia triplas. Tinham um comprimento de fora a fora de 185 metros, boca de vinte metros, calado de pouco mais de sete metros e um deslocamento de mais de catorze mil toneladas. Seus sistemas de propulsão eram compostos por quatro caldeiras a óleo combustível que alimentavam alimentavam quatro turbinas a vapor, que por sua vez giravam quatro hélices até uma velocidade máxima de 32 nós (59 quilômetros por hora). Os navios também tinham um cinturão principal de blindagem com 89 a 127 milímetros de espessura.
Os navios da classe serviram principalmente na Guerra do Pacífico durante a Segunda Guerra Mundial na escolta de porta-aviões, mas alguns também atuaram na Batalha do Atlântico e no Norte da África. As embarcações envolveram-se em ações das Campanhas das Ilhas Salomão, Ilhas Gilbert e Marshall, Ilhas Marianas e Palau, Filipinas e Ilhas Vulcano e Ryūkyū. Todos foram descomissionados no pós-guerra até 1950, com exceção do USS Manchester, que serviu até 1956, sendo desmontados a partir de 1959. Seis foram convertidos em cruzadores de mísseis guiados das Classes Galveston e Providence e serviram até 1979. Apenas o USS Little Rock está preservado como navio-museu.